# Cerro El Centinela, Coahuila
Cerro El Centinela är ett berg i Mexiko.   Det ligger i kommunen Torreón och delstaten Coahuila, i den centrala delen av landet, 800 km nordväst om huvudstaden Mexico City. Toppen på Cerro El Centinela är 3 123 meter över havet. Cerro El Centinela ingår i Sierra de Jimulco.
Terrängen runt Cerro El Centinela är bergig åt nordväst, men åt sydost är den kuperad. Cerro El Centinela är den högsta punkten i trakten. Runt Cerro El Centinela är det mycket glesbefolkat, med 6 invånare per kvadratkilometer. Närmaste större samhälle är Tejabán del Esfuerzo, 17,1 km norr om Cerro El Centinela. Omgivningarna runt Cerro El Centinela är i huvudsak ett öppet busklandskap.